# Tommaso Dingli
Tommaso Dingli (malt. Tumas Dingli 1591–1666) – maltański architekt i rzeźbiarz. Jeden z ostatnich renesansowych architektów na wyspie, zaprojektował kilka kościołów parafialnych, najwspanialsze z nich to kościół w Attard oraz w Birkirkarze.

## Życiorys
Tommaso Dingli urodził się 22 grudnia 1591 roku w Attard, był synem rzeźbiarza Giacobo Dingliego i jego żony Kateriny Tabone. Był czwartym z dziesięciorga dzieci tej pary, jeden z jego braci, Filippo Dingli, również został artystą. Tommaso rozpoczął swoją karierę jako scarpellino (rzeźbiarz kamieni) u swojego ojca Giacobo oraz wuja, inżyniera Andrei Dingliego.

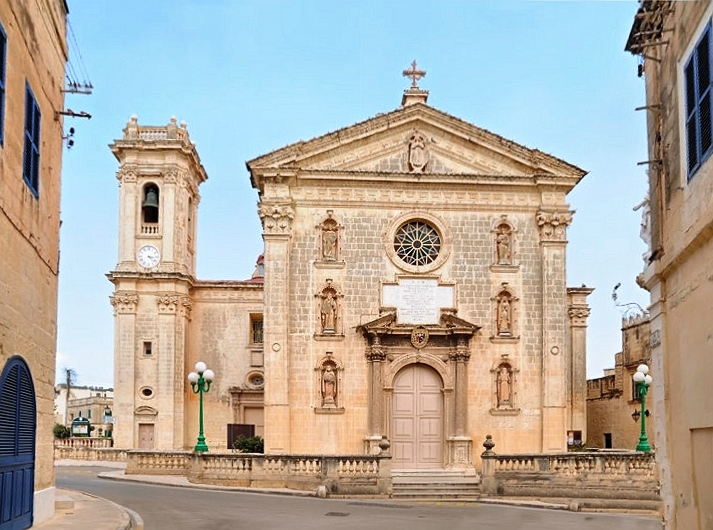
Kościół parafialny Wniebowzięcia NMP w Attard

We wczesnych latach swojej kariery architekta, w latach 1610–1614, Dingli asystował capomastro (mistrzowi murarskiemu) Giovanniemu Attardowi podczas budowy akweduktu Wignacourta. W latach późniejszych otrzymał kilka zamówień i zaprojektował pewną liczbę kościołów parafialnych. Również Dingliemu przypisuje się zaprojektowanie w roku 1633 drugiej Porta Reale, głównej bramy miejskiej stolicy Valletty.
W roku 1639 Giovanni de’ Medici, będąc pod wrażeniem zdolności Dingliego, zaproponował, że zabierze go ze sobą do Włoch, lecz ten odmówił, ponieważ jego usługi były pożądane na Malcie.
 
Dingli zmarł 28 stycznia 1666 roku w wieku lat 74, pochowany został w kościele parafialnym w Attard, który osobiście zaprojektował.

## Budynki przypisywane Dingliemu
Większość kościołów, które Dingli zaprojektował, zbudowana została w stylu renesansowym, mógł to być wpływ hiszpańskiego plateresco. Dingli był jednym z ostatnich renesansowych architektów na Malcie, a styl barokowy stał się popularny w latach po jego śmierci.

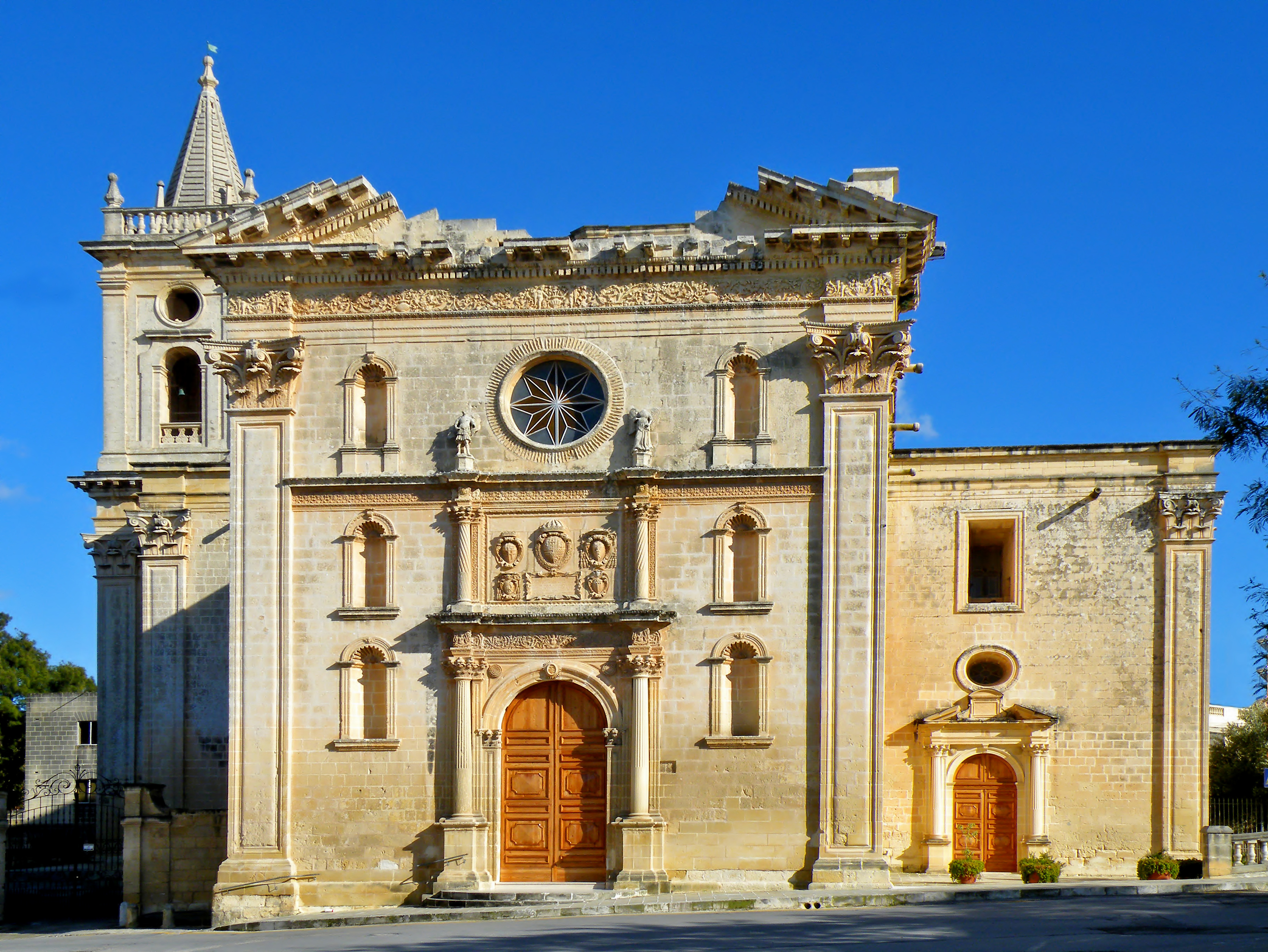
Parafialny kościół Wniebowzięcia NMP w Birkirkarze, zaprojektowany (przynajmniej częściowo) przez Dingliego

Tommaso Dingli jest najbardziej znany poprzez swoją architekturę sakralną. Kościoły, o których wiadomo, że zostały przez niego zaprojektowane, to m.in.:
- Parafialny kościół Wniebowzięcia Matki Bożej w Birkirkarze – prawdopodobnie we współpracy z innymi architektami
- Parafialny kościół Wniebowzięcia Najświętszej Maryi Panny w Moście (na jego miejscu w XIX wieku zbudowana została Rotunda w Moście)
- Parafialny kościół Wniebowzięcia Matki Bożej w Attard
- Parafialny kościół Narodzenia Matki Bożej w Naxxar
- Parafialny kościół św. Bartłomieja w Għargħur
- Parafialny kościół Matki Bożej Łaskawej w Żabbar
- Parafialny kościół św. Filipa z Agiry w Żebbuġ – we współpracy z innymi architektami
- Kościół Matki Bożej tal-Għar w Rabacie
- Zakrystia katedry św. Pawła w Mdinie

Większość z nich została przerobiona lub zmodyfikowana, lub też zburzona w następnych stuleciach, jak np. kościół parafialny w Moście zburzono w XIX wieku, aby zrobić miejsce dla Rotundy. Jedynie kościoły w Birkirkarze oraz Attard wciąż zachowują oryginalny projekt Dingliego.
Inne budynki przypisywane Dingliemu, to pałac biskupi oraz druga Porta Reale, oba w Valletcie. Brama została zburzona w roku 1853.

## Życie prywatne
Kiedy Dingli miał 60 lat, poślubił Argentę z Siġġiewi. Z tego związku urodziło się sześcioro dzieci, jeden syn został księdzem.